# Leichtathletik-Europameisterschaften 2018/100 m der Männer

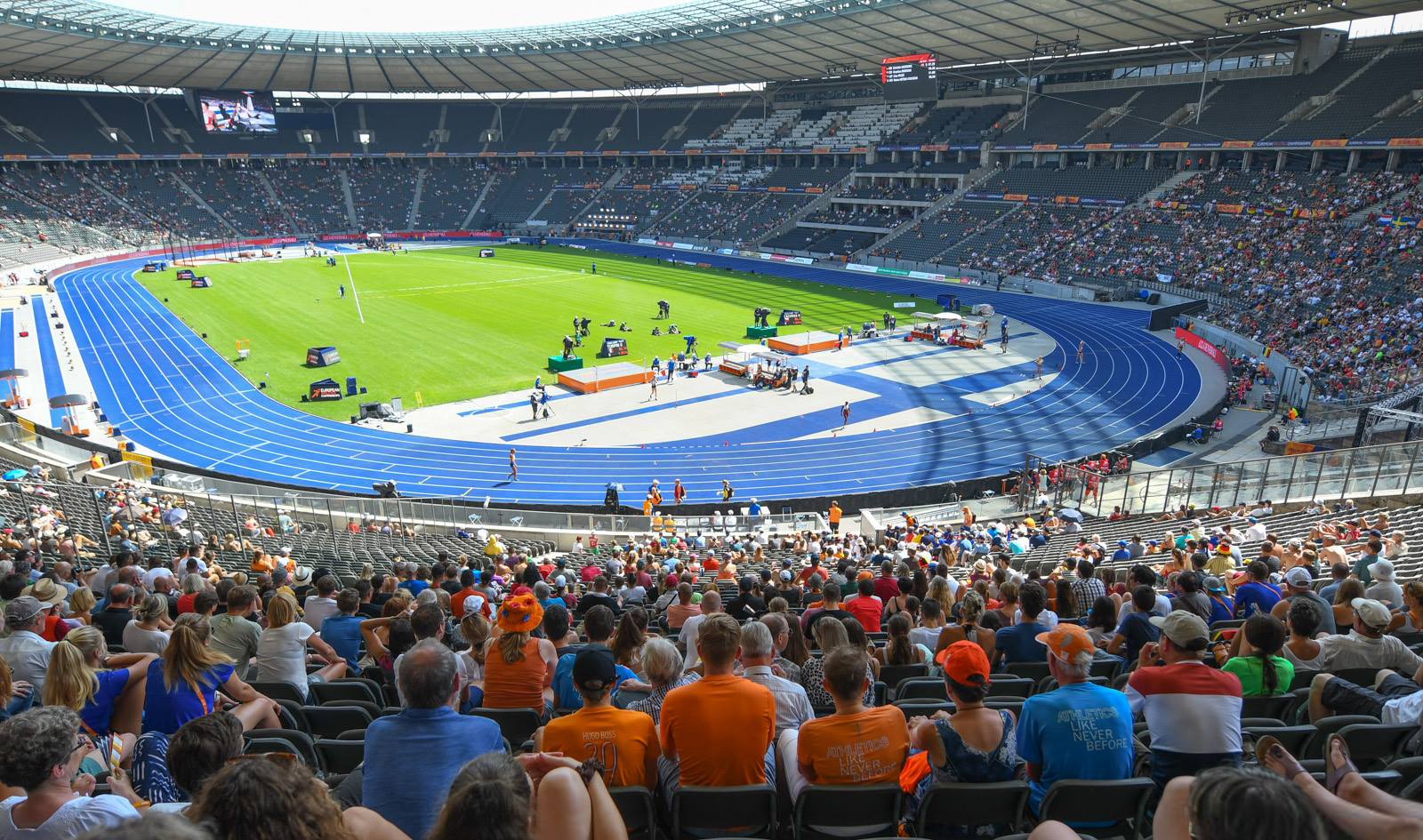
Das Berliner Olympiastadion am 9. August 2018

Der 100-Meter-Lauf der Männer bei den Leichtathletik-Europameisterschaften 2018 fand am 6. und 7. August im Olympiastadion in der deutschen Hauptstadt Berlin statt.
Durch den neuen Europameister Zharnel Hughes und den Zweiten Reece Prescod gab es einen britischen Doppelsieg. Der Türke Jak Ali Harvey gewann die Bronzemedaille.

## Rekorde

### Bestehende Rekorde
| Weltrekord           | 9,58 s | Usain Bolt       | WM Berlin, Deutschland | 16. August 2009 |
| Europarekord         | 9,86 s | Francis Obikwelu | Athen, Griechenland    | 22. August 2004 |
| Meisterschaftsrekord | 9,99 s | Francis Obikwelu | EM Göteborg, Schweden  | 8. August 2006  |

### Rekordverbesserungen
Der EM-Rekord wurde zweimal gesteigert:
- 9,97 s – Jimmy Vicaut (Frankreich), erstes Halbfinale am 7. August bei einem Rückenwind von 0,4 m/s
- 9,95 s – Zharnel Hughes (Großbritannien), Finale am 7. August bei Windstille

## Durchführung des Wettbewerbs
Die neun schnellsten Sprinter der europäischen Jahresbestenliste – in den Halbfinalresultaten mit ‡ markiert – mussten in den Vorläufen noch nicht antreten. Sie waren automatisch für das Halbfinale qualifiziert und griffen erst dort in den Wettkampf ein.

## Legende
Kurze Übersicht zur Bedeutung der Symbolik – so üblicherweise auch in sonstigen Veröffentlichungen verwendet:
| CR    | Championshiprekord                                                                             |
| NU23R | Nationaler U23-Rekord                                                                          |
| SB    | Persönliche Jahresbestleistung                                                                 |
| DNS   | nicht am Start (did not start)                                                                 |
| ‡     | einer der neun schnellsten Sprinter der Jahresbestenliste (Markierung verwendet im Halbfinale) |

## Vorläufe
Aus den fünf Vorläufen qualifizierten sich die jeweils beiden Ersten jedes Laufes – hellblau unterlegt – und zusätzlich die fünf Zeitschnellsten – hellgrün unterlegt –  für das Halbfinale.

### Vorlauf 1

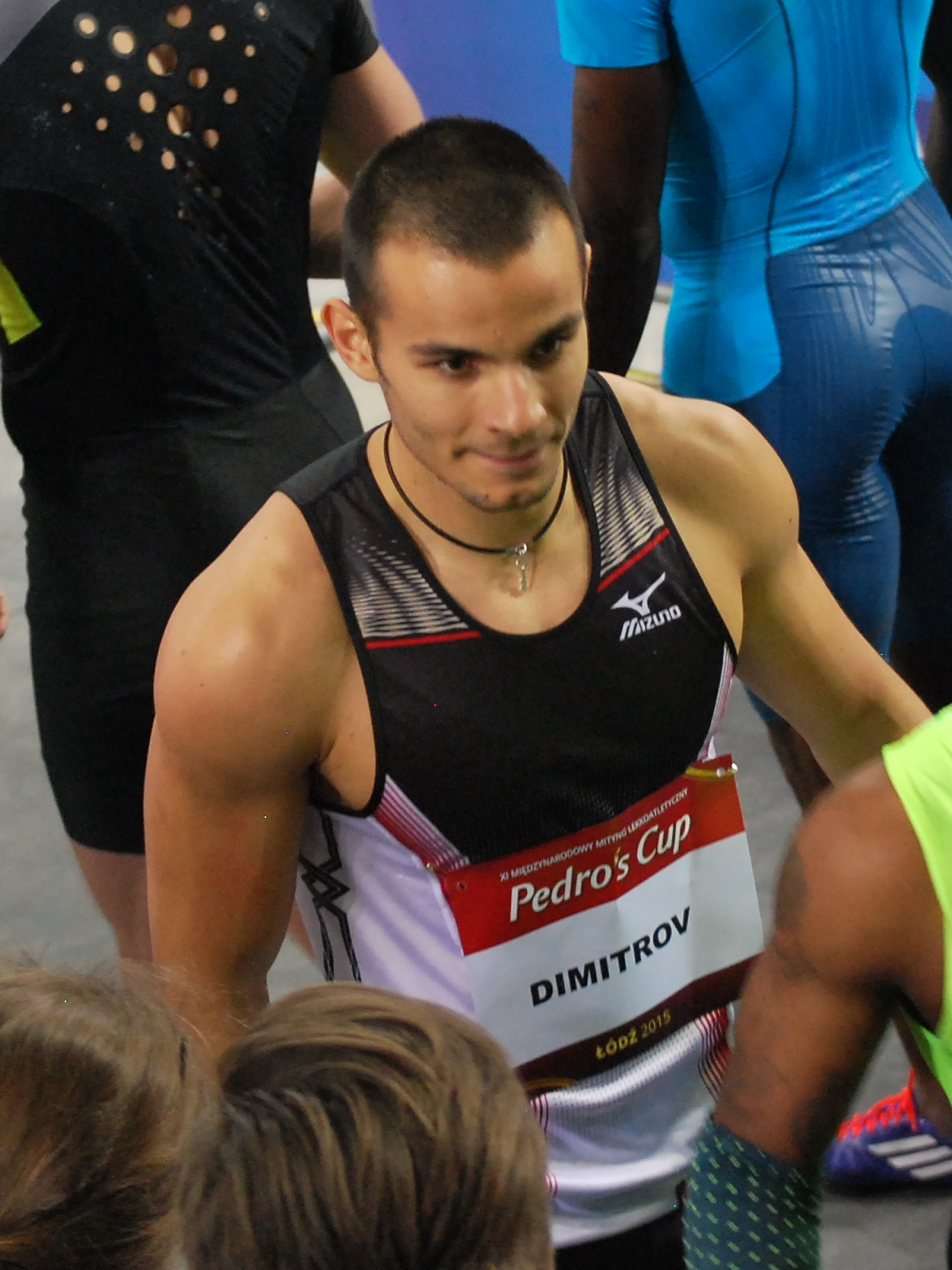
Denis Dimitrow schied als Vierter seines Vorlaufs aus

6. August 2018, 16:30 Uhr MESZ

Wind: −0,2 m/s
| Platz | Bahn | Name                   | Land        | Zeit (s) |
| ----- | ---- | ---------------------- | ----------- | -------- |
| 1     | 2    | Churandy Martina       | Niederlande | 10,24    |
| 2     | 8    | Ján Volko              | Slowakei    | 10,32    |
| 3     | 6    | Dominik Kopeć          | Polen       | 10,37    |
| 4     | 4    | Denis Dimitrow         | Bulgarien   | 10,45    |
| 5     | 7    | Ángel David Rodríguez  | Spanien     | 10,55    |
| 6     | 1    | Markus Fuchs           | Österreich  | 10,57    |
| 7     | 5    | Erik Hagberg           | Schweden    | 10,69    |
| 8     | 3    | Ioan Andrei Melnicescu | Rumänien    | 10,88    |

### Vorlauf 2
6. August 2018, 16:36 Uhr MESZ

Wind: +0,1 m/s
| Platz | Bahn | Name                   | Land         | Zeit (s) |
| ----- | ---- | ---------------------- | ------------ | -------- |
| 1     | 5    | Yazaldes Nascimento    | Portugal     | 10,33    |
| 2     | 6    | Julian Reus            | Deutschland  | 10,37    |
| 3     | 8    | Ioannis Nyfandopoulos  | Griechenland | 10,44    |
| 4     | 1    | Aitor Same Ekobo       | Spanien      | 10,52    |
| 5     | 7    | Jan Veleba             | Tschechien   | 10,52    |
| 6     | 2    | Przemysław Słowikowski | Polen        | 10,54    |
| 7     | 3    | Florian Clivaz         | Schweiz      | 10,57    |
| 8     | 4    | Henrik Larsson         | Schweden     | 10,62    |

### Vorlauf 3

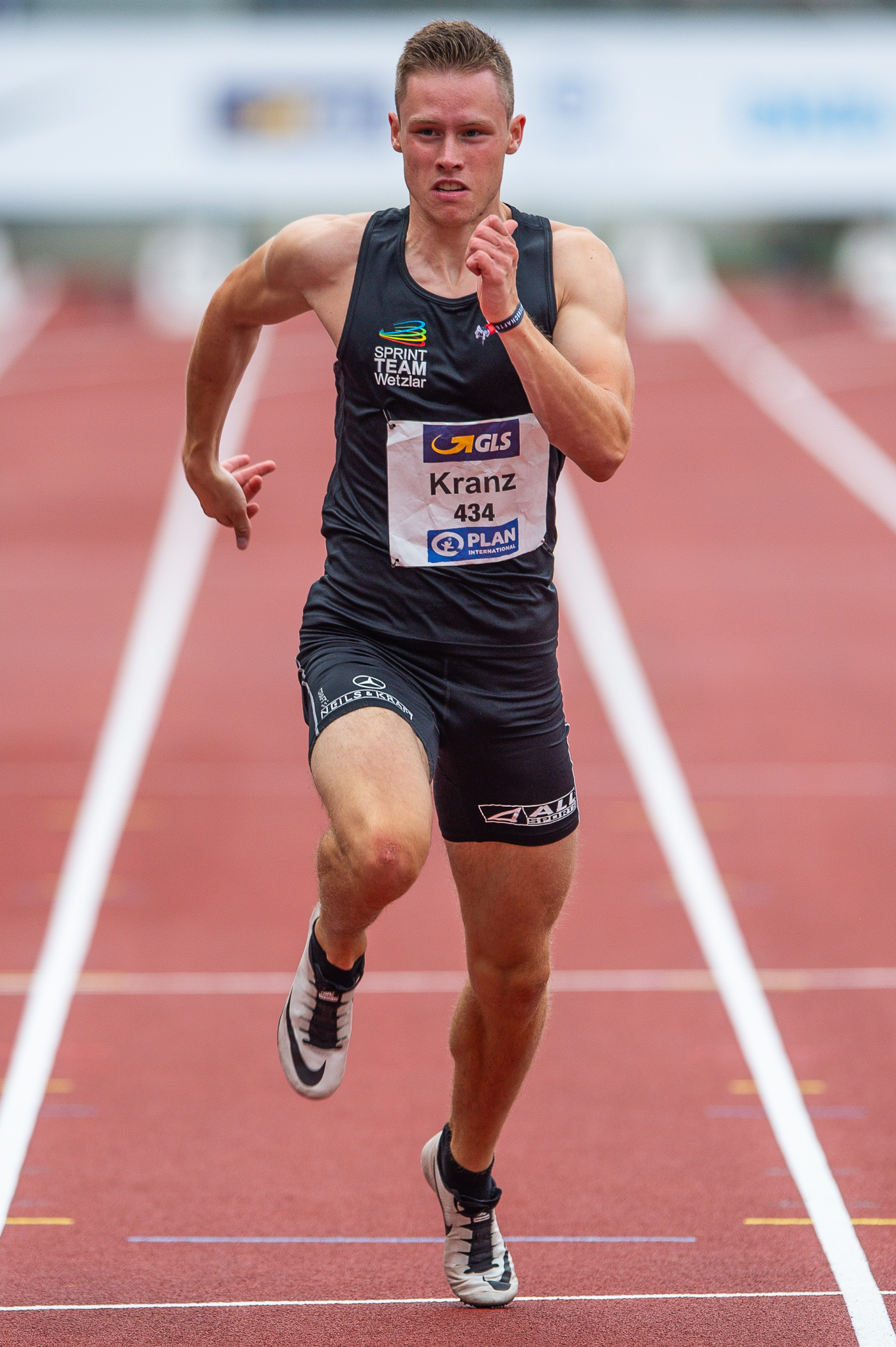
Kevin Kranz erreichte als Fünfte im dritten Vorlauf nicht das Finale
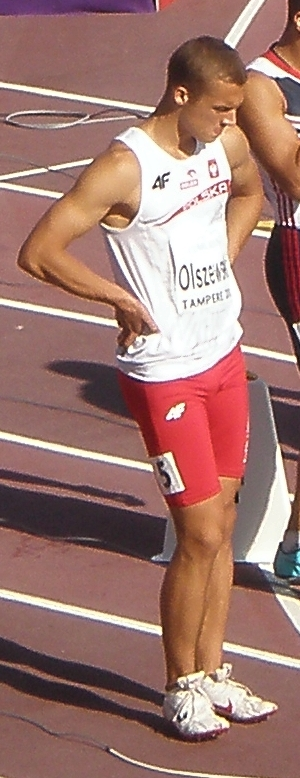
Remigiusz Olszewski schied nach dem sechsten Platz in seinem Vorlauf aus

6. August 2018, 16:42 Uhr MESZ

Wind: +0,2 m/s
| Platz | Bahn | Name                | Land        | Zeit (s) |
| ----- | ---- | ------------------- | ----------- | -------- |
| 1     | 1    | Alex Wilson         | Schweiz     | 10,32    |
| 2     | 3    | Christopher Garia   | Niederlande | 10,35    |
| 3     | 4    | José Lopes          | Portugal    | 10,38    |
| 4     | 8    | Zdeněk Stromšík     | Tschechien  | 10,39    |
| 5     | 6    | Kevin Kranz         | Deutschland | 10,41    |
| 6     | 7    | Remigiusz Olszewski | Polen       | 10,44    |
| 7     | 2    | Šimon Bujna         | Slowakei    | 10,53    |
| 8     | 5    | Petar Peew          | Bulgarien   | 10,75    |

### Vorlauf 4

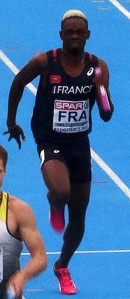
Marvin René – ausgeschieden als Dritter seines Vorlaufs

6. August 2018, 16:48 Uhr MESZ

Wind: −0,3 m/s
| Platz | Bahn | Name                | Land        | Zeit (s) |
| ----- | ---- | ------------------- | ----------- | -------- |
| 1     | 7    | Jonathan Quarcoo    | Norwegen    | 10,37    |
| 2     | 4    | Lucas Jakubczyk     | Deutschland | 10,41    |
| 3     | 6    | Marvin René         | Frankreich  | 10,47    |
| 4     | 8    | Dennis Leal         | Schweden    | 10,51    |
| 5     | 5    | Joris van Gool      | Niederlande | 10,52    |
| 6     | 1    | Patrick Chinedu Ike | Spanien     | 10,54    |
| 7     | 3    | Dominik Záleský     | Tschechien  | 10,55    |
| 8     | 2    | Ionuț Neagoe        | Rumänien    | 10,56    |

### Lauf 5
6. August 2018, 16:54 Uhr MESZ

Wind: +0,4 m/s
| Platz | Bahn | Name               | Land        | Zeit (s) |
| ----- | ---- | ------------------ | ----------- | -------- |
| 1     | 4    | Silvan Wicki       | Schweiz     | 10,28    |
| 2     | 8    | Carlos Nascimento  | Portugal    | 10,33    |
| 3     | 6    | Hensley Paulina    | Niederlande | 10,34    |
| 4     | 7    | Federico Cattaneo  | Italien     | 10,39    |
| 5     | 2    | Yiğitcan Hekimoğlu | Türkei      | 10,40    |
| 6     | 5    | Oleksandr Sokolow  | Ukraine     | 10,43    |
| 7     | 3    | Dániel Szabó       | Ungarn      | 10,64    |

## Halbfinale
Aus den drei Halbfinalläufen qualifizierten sich die jeweils beiden Ersten jedes Laufes – hellblau unterlegt – und zusätzlich die beiden Zeitschnellsten – hellgrün unterlegt –  für das Finale. Die neun Jahresschnellsten – mit ‡ markiert, die automatisch für das Halbfinale qualifiziert waren, griffen jetzt in das Geschehen ein.

### Lauf 1

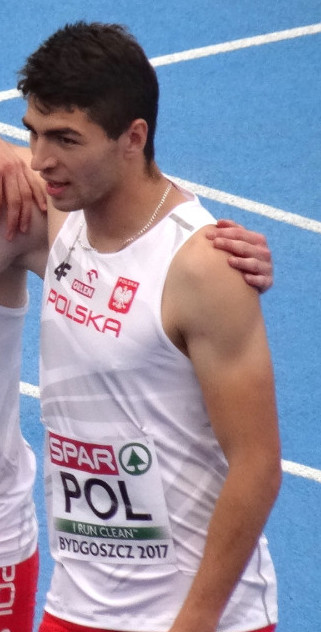
Dominik Kopeć kam als Fünfter seines Halbfinallaufs nicht ins Finale

7. August 2018, 19:25 Uhr MESZ

Wind: +0,4 m/s
| Platz | Bahn | Name                | Land           | Zeit (s) |
| ----- | ---- | ------------------- | -------------- | -------- |
| 1     | 1    | Jimmy Vicaut ‡      | Frankreich     | 9,97 CR  |
| 2     | 6    | Reece Prescod ‡     | Großbritannien | 10,10    |
| 3     | 6    | Churandy Martina    | Niederlande    | 10,18 SB |
| 4     | 5    | Emre Zafer Barnes ‡ | Türkei         | 10,21    |
| 5     | 1    | Dominik Kopeć       | Polen          | 10,29    |
| 6     | 3    | Carlos Nascimento   | Portugal       | 10,31    |
| 7     | 2    | Federico Cattaneo   | Italien        | 10,39    |
| 8     | 7    | Silvan Wicki        | Schweiz        | 10,49    |

### Lauf 2

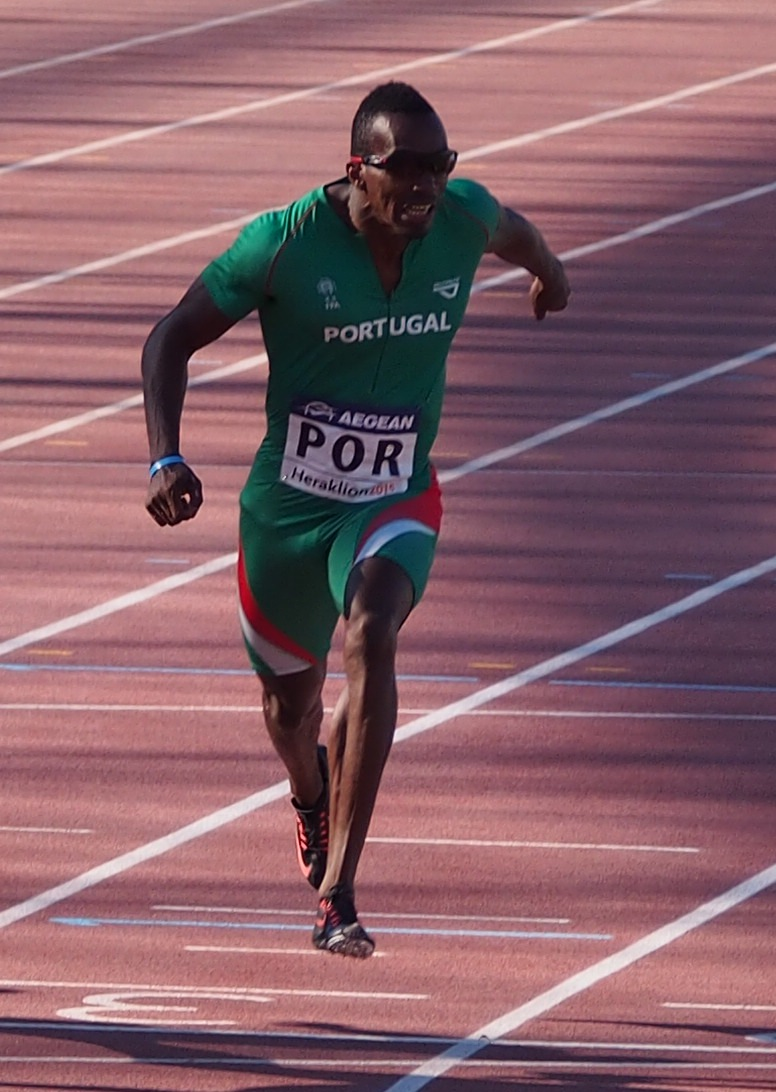
Platz drei in seinem Halbfinale reichte Yazaldes Nascimento nicht für den Finaleinzug

7. August 2018, 19:31 Uhr MESZ

Wind: +0,6 m/s
| Platz | Bahn | Name                | Land           | Zeit (s) |
| ----- | ---- | ------------------- | -------------- | -------- |
| 1     | 5    | Zharnel Hughes ‡    | Großbritannien | 10,01    |
| 2     | 3    | Jak Ali Harvey ‡    | Türkei         | 10,09    |
| 3     | 2    | Yazaldes Nascimento | Portugal       | 10,22 SB |
| 4     | 4    | Marcell Jacobs ‡    | Italien        | 10,28    |
| 5     | 6    | Ján Volko           | Slowakei       | 10,31    |
| 6     | 8    | Lucas Jakubczyk     | Deutschland    | 10,32    |
| 7     | 7    | Zdeněk Stromšík     | Tschechien     | 10,37    |
| 8     | 1    | Hensley Paulina     | Niederlande    | 10,38    |

### Lauf 3

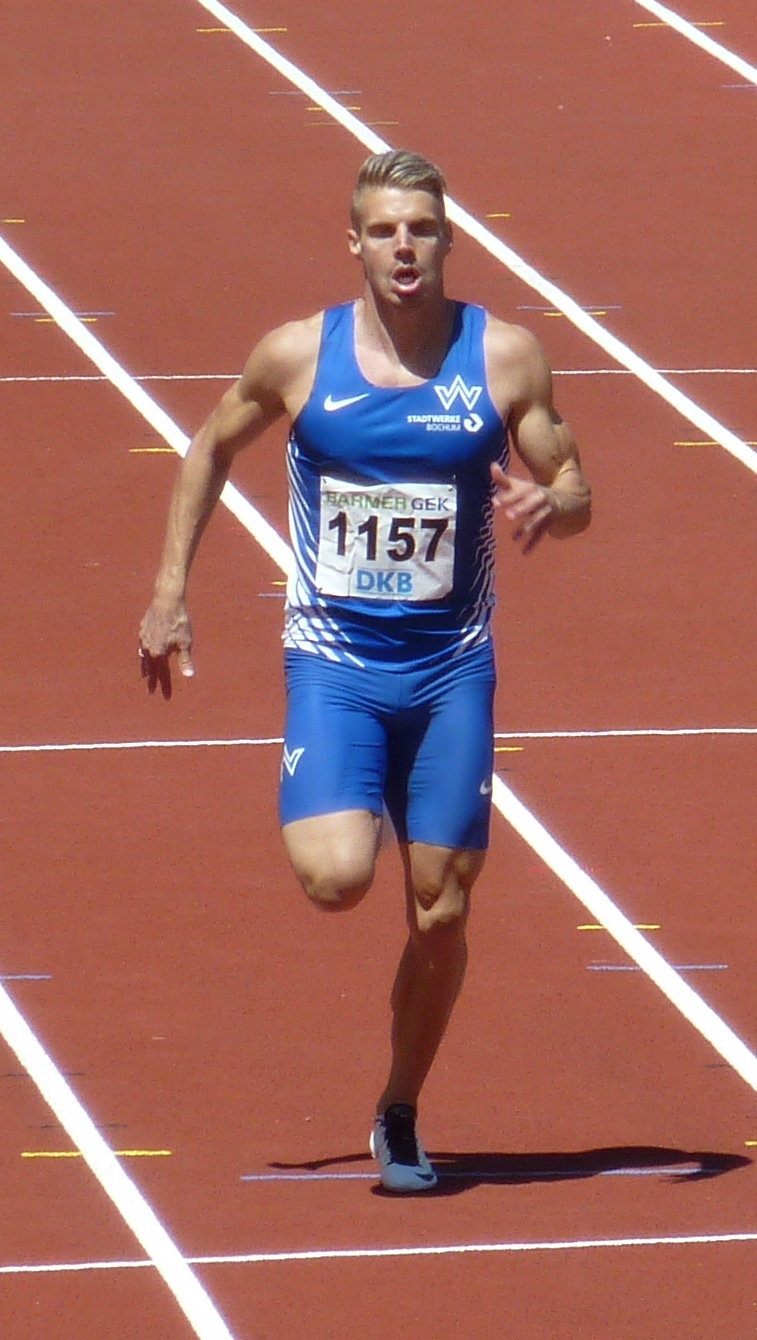
Julian Reus schied als Fünfter seines Halbfinallaufs aus

7. August 2018, 19:37 Uhr MESZ

Wind: +0,2 m/s
| Platz | Bahn | Name              | Land           | Zeit (s) |
| ----- | ---- | ----------------- | -------------- | -------- |
| 1     | 4    | Filippo Tortu ‡   | Italien        | 10,12    |
| 2     | 5    | Chijindu Ujah ‡   | Großbritannien | 10,14    |
| 3     | 3    | Alex Wilson       | Schweiz        | 10,22    |
| 4     | 1    | Christopher Garia | Niederlande    | 10,31    |
| 5     | 7    | Julian Reus       | Deutschland    | 10,37    |
| 6     | 2    | José Lopes        | Portugal       | 10,40    |
| 7     | 8    | Jonathan Quarcoo  | Norwegen       | 10,40    |
| 8     | 6    | Amaury Golitin ‡  | Frankreich     | 10,55    |

## Finale
7. August 2018, 21:50 Uhr MESZ 

Wind: ±0,0 m/s
| Platz | Bahn | Athlet            | Land           | Zeit (s)    |
| ----- | ---- | ----------------- | -------------- | ----------- |
|       | 5    | Zharnel Hughes    | Großbritannien | 09,95 CR    |
|       | 7    | Reece Prescod     | Großbritannien | 09,96 NU23R |
|       | 3    | Jak Ali Harvey    | Türkei         | 10,01       |
| 4     | 8    | Chijindu Ujah     | Großbritannien | 10,06 SB    |
| 5     | 6    | Filippo Tortu     | Italien        | 10,08       |
| 6     | 2    | Churandy Martina  | Niederlande    | 10,16 SB    |
| 7     | 1    | Emre Zafer Barnes | Türkei         | 10,29       |
| DNS   | 4    | Jimmy Vicaut      | Frankreich     | verletzt    |

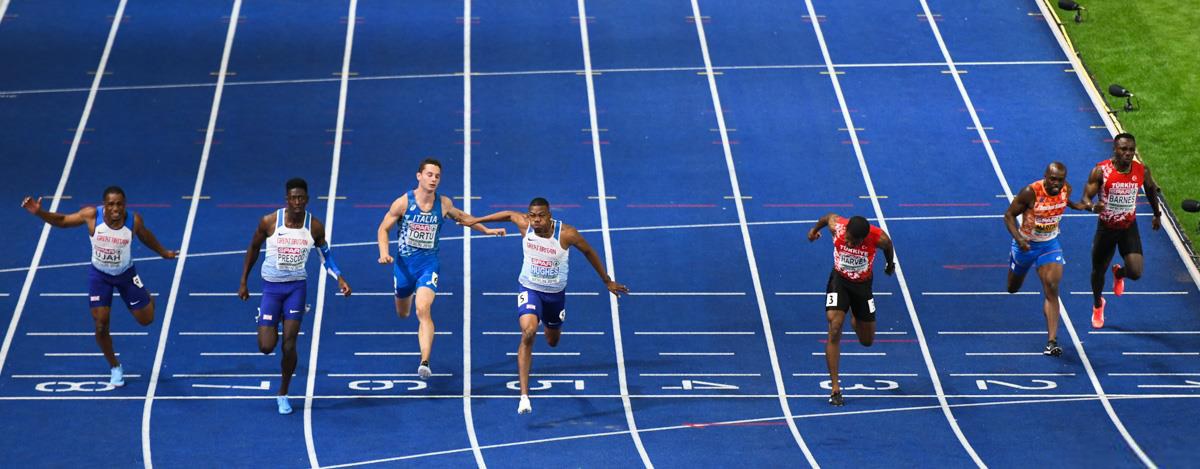
Der Zieleinlauf

Favoriten für dieses Rennen waren vor allem der Franzose Jimmy Vicaut und der Brite Reece Prescod. Vicaut war bei den letzten internationalen Meisterschaften auf Weltniveau als Olympiasiebter von 2016 und WM-Sechster von 2017 jeweils bester Europäer geworden und hatte im Halbfinale den bestehenden Europameisterschaftsrekord um zwei Zehntelsekunden verbessert. Aber er hatte sich nach diesem Rennen verletzt und konnte im Finale nicht antreten. Prescod hatte bei den Weltmeisterschaften 2015 als zweitbester Europäer hinter Vicaut Platz sieben belegt.
Im Finale ging es sehr eng zu. Am schnellsten aus den Blöcken kamen der Brite Zharnel Hughes und der Türke Emre Zafer Barnes. Der Türke fiel bald zurück, aber Barnes war auch nach halber Strecke immer noch knapp vorne. Prescod lag auf Rang zwei vor dem Italiener Filippo Tortu, dem Türken Jak Ali Harvey und Chijindu Ujah, einem weiteren Briten. Zharnel Hughes brachte seinen minimalen Vorsprung ins Ziel und wurde neuer Europameister. Dabei verbesserte er Vicauts EM-Rekord aus dem Halbfinale noch einmal um zwei Zehntelsekunden auf 9,95 s. Vizeeuropameiste wurde Reece Prescod, der nur eine Zehntelsekunde hinter seinem Landsmann lag. Jak Ali Harvey gewann die Bronzemedaille vor Chijindu Ujah und Filippo Tortu. Der niederländische Europameister von 2016 Churandy Martina kam hier auf den sechsten Platz. Siebter wurde Emre Zafer Barnes.

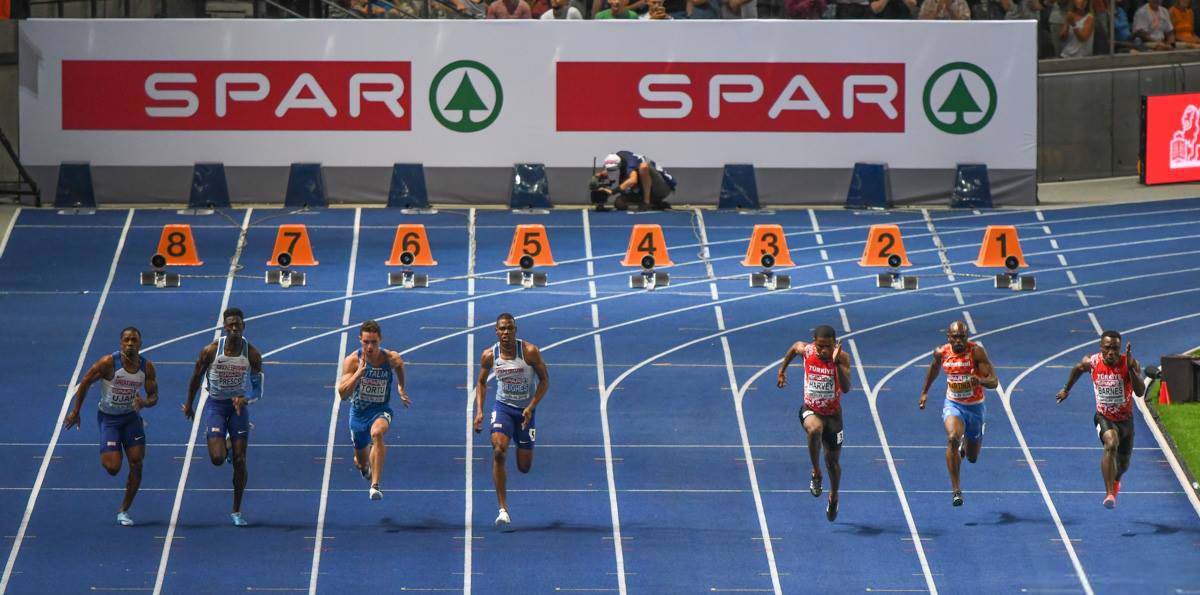
Das 100-Meter-Finale kurz nach dem Start
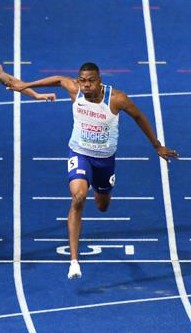
Europameister Zharnel Hughes
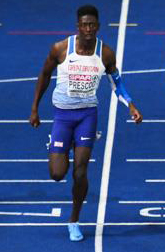
Vizeeuropameister Reece Prescod – um eine Hundertstelsekunde unterlegen
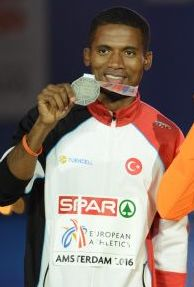
Bronzemedaillengewinner Jak Ali Harvey

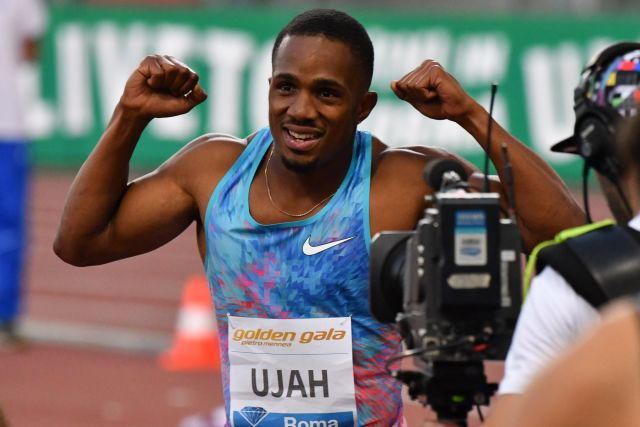
Chijindu Ujah belegte Rang vier
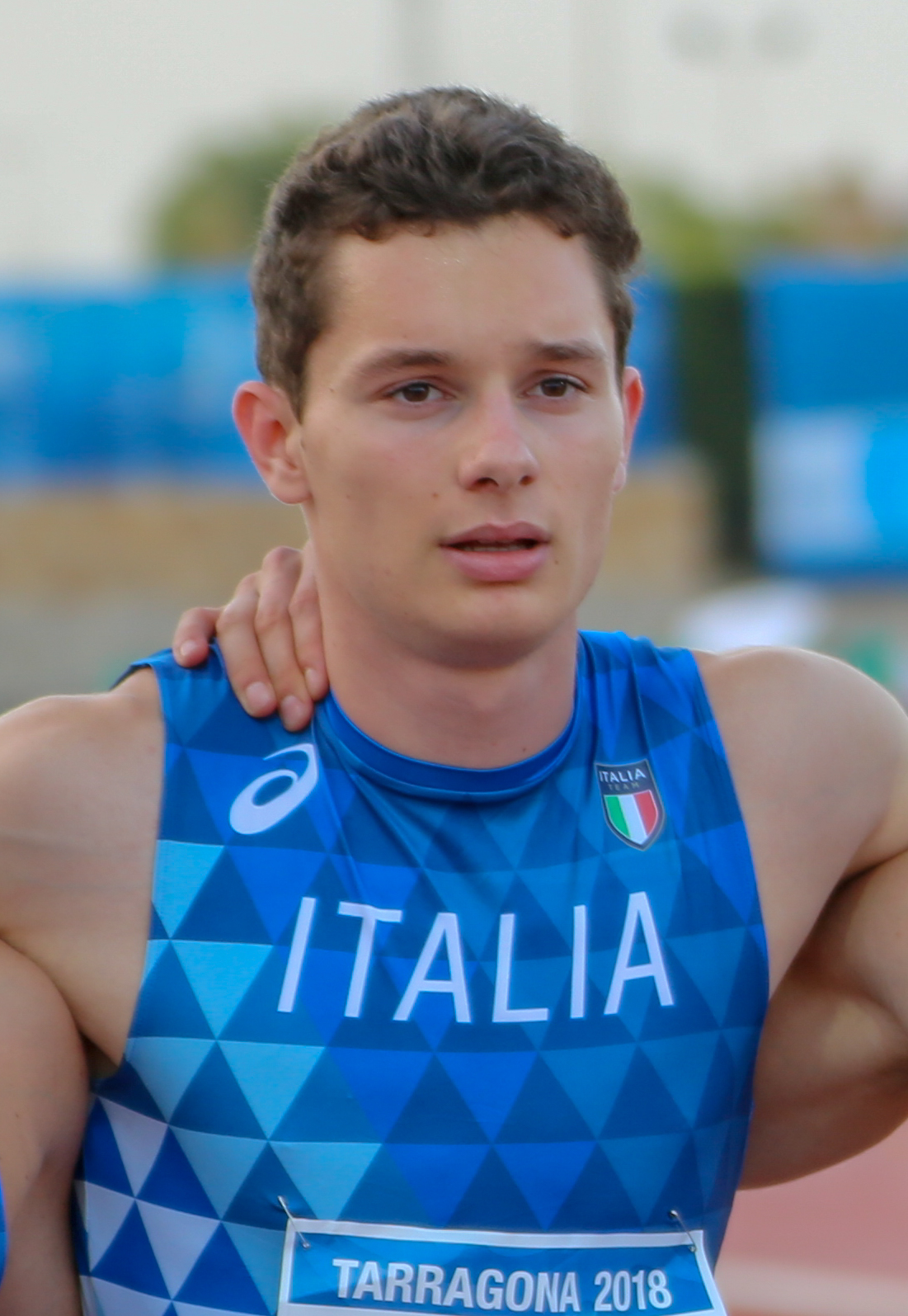
Rang fünf für Filippo Tortu
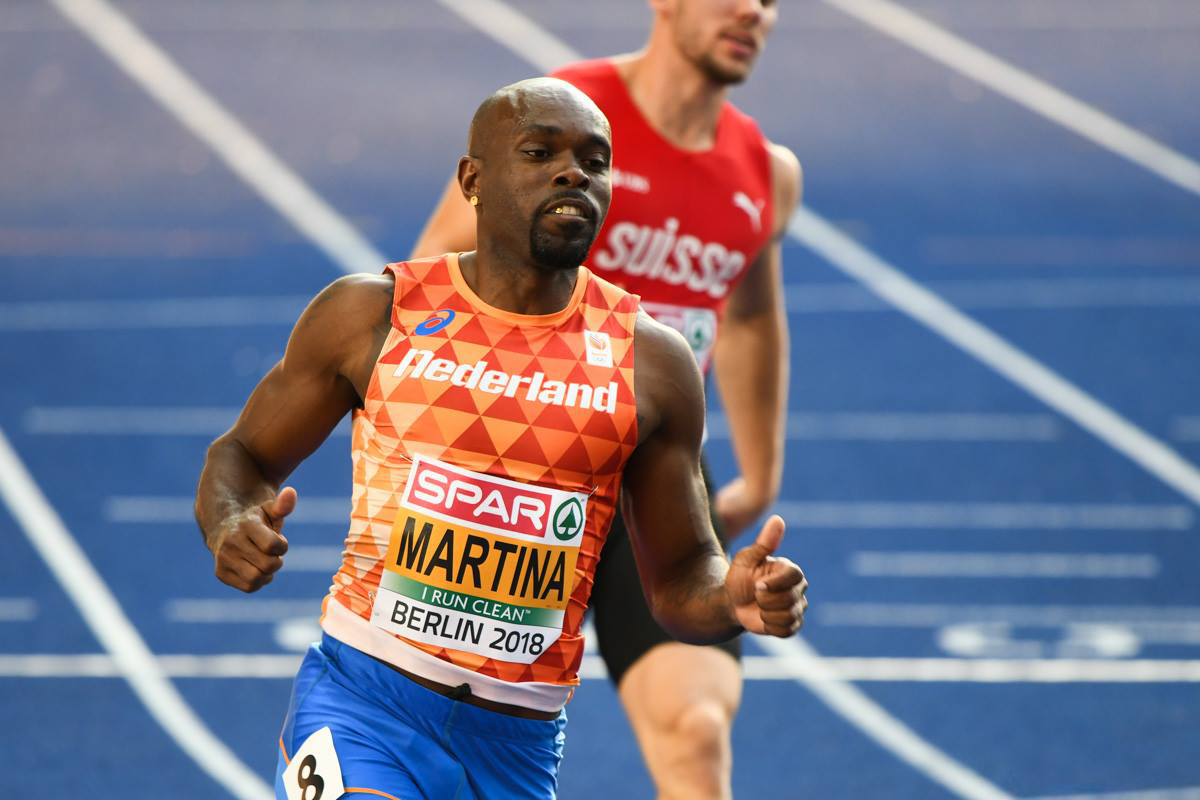
Churandy Martina kam auf den sechsten Platz
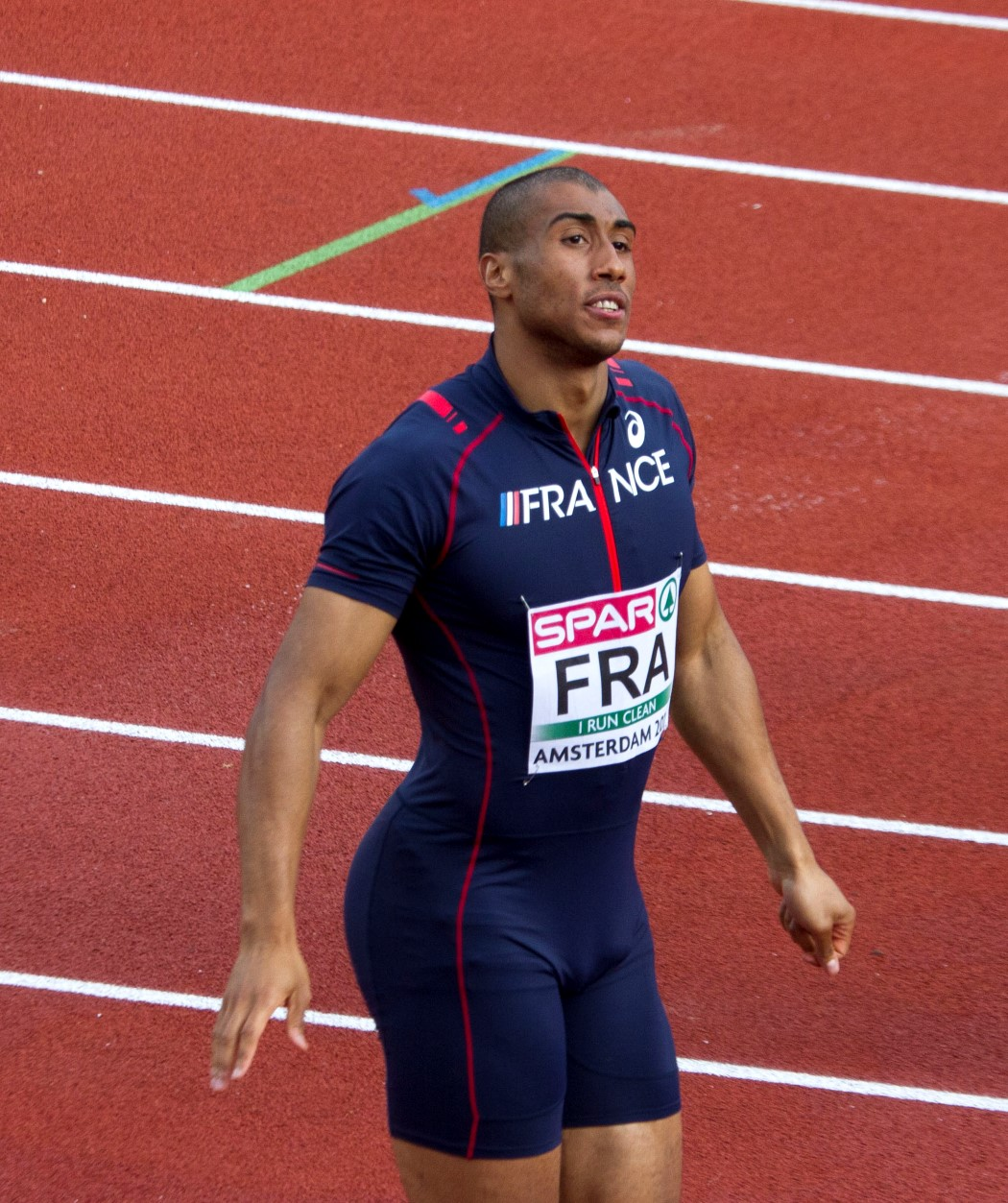
Mitfavorit Jimmy Vicaut konnte im Finale verletzungsbedingt nicht antreten